# نتائج منتخب السعودية لكرة القدم 2013
فيما يلي موجز لنتائج منتخب السعودية لكرة القدم لعام 2013.

## المنتخب الأول لكرة القدم

### كأس الخليج العربي 21
| كأس الخليج العربي 21 6 يناير 2013 | السعودية | 0–2   | العراق                                    | مدينة عيسى, البحرين                                                                           |
| 19:15 (ت ع م+03:00)               |          | تقرير | * سلام شاكر 18' - أسامة هوساوي 72' (ه.ذ.) | الملعب: ملعب مدينة خليفة الرياضية الحضور: 15,000 الحكم: فيكتور كاساي (اتحاد المجر لكرة القدم) |

| كأس الخليج العربي 21 9 يناير 2013 | اليمن | 0–2   | السعودية                             | مدينة عيسى, البحرين                                                                                               |
| 19:15 (ت ع م+03:00)               |       | تقرير | * ياسر القحطاني 33' - فهد المولد 86' | الملعب: ملعب مدينة خليفة الرياضية الحضور: 15,000 الحكم: محمد الزرعوني (اتحاد الإمارات العربية المتحدة لكرة القدم) |

| كأس الخليج العربي 21 12 يناير 2013 | الكويت                         | 1–0   | السعودية | الرفاع, البحرين                                                                                |
| 17:45 (ت ع م+03:00)                | * يوسف ناصر (لاعب كرة قدم) 13' | تقرير |          | الملعب: ستاد البحرين الوطني الحضور: 25,000 الحكم: رافشان إيرماتوف (اتحاد أوزبكستان لكرة القدم) |

### تصفيات كأس آسيا 2015
| تصفيات كأس آسيا 2015 6 فبراير 2013 | السعودية                          | 2–1   | الصين           | الدمام, السعودية                                                                                   |
| 20:15 ت ع م+03:00                  | * فهد المولد 23' - نايف هزازي 77' | تقرير | * زهاو شوري 29' | الملعب: ملعب الأمير محمد بن فهد الحضور: 20,000 الحكم: رافشان إيرماتوف (اتحاد أوزبكستان لكرة القدم) |

| تصفيات كأس آسيا 2015 23 مارس 2013 | إندونيسيا        | 1–2   | السعودية               | جاكرتا, إندونيسيا                                                                                    |
| 19:00 ت ع م+07:00                 | * بواز سولوسا 5' | تقرير | * يوسف السالم 14'، 55' | الملعب: ملعب غيلورا بونغ كارنو الحضور: 75,000 الحكم: كيم جونغ-هيوك (اتحاد كوريا الجنوبية لكرة القدم) |

| تصفيات كأس آسيا 2015 15 أكتوبر 2013 | العراق | 0–2   | السعودية                               | عمان (مدينة), الأردن                                                                    |
| 19:30 ت ع م+03:00                   |        | تقرير | * أسامة هوساوي 34' - ناصر الشمراني 78' | الملعب: ستاد عمان الدولي الحضور: 12,000 الحكم: عبد الله الهلالي (اتحاد عمان لكرة القدم) |

| تصفيات كأس آسيا 2015 15 نوفمبر 2013 | السعودية                               | 2–1   | العراق             | الدمام, السعودية                                                                             |
| 19:30 ت ع م+03:00                   | * تيسير الجاسم 18' - ناصر الشمراني 60' | تقرير | * يونس محمود 45+1' | الملعب: ملعب الأمير محمد بن فهد الحضور: 21,600 الحكم: ماساكي توما (اتحاد اليابان لكرة القدم) |

| تصفيات كأس آسيا 2015 19 نوفمبر 2013 | الصين | 0–0   | السعودية | شيان, الصين                                                                                                 |
| 19:35 ت ع م+08:00                   |       | تقرير |          | الملعب: Shaanxi Province Stadium الحضور: 36,016 الحكم: كيم دونغ-جين (حكم) (اتحاد كوريا الجنوبية لكرة القدم) |

| بطولة اتحاد غرب آسيا لكرة القدم 2014 28 ديسمبر 2013 | فلسطين | 0–0   | السعودية | الدوحة, قطر                                                                                 |
| 17:30 ت ع م+03:00                                   |        | تقرير |          | الملعب: استاد عبد الله بن خليفة الحضور: 400 الحكم: عبد الله الهلالي (اتحاد عمان لكرة القدم) |

| بطولة اتحاد غرب آسيا لكرة القدم 2014 31 ديسمبر 2013 | السعودية         | 1–4   | قطر                                         | الدوحة, قطر                                                                                  |
| 17:30 ت ع م+03:00                                   | * محمد مجرشي 31' | تقرير | * بوعلام خوخي 15'، 55' - عادل أحمد 57'، 62' | الملعب: ملعب جاسم بن حمد الحضور: 5,720 الحكم: فالنتين كوفالينكو (اتحاد أوزبكستان لكرة القدم) |

### المباريات الودية
| مباراة ودية 17 مارس 2013 | ماليزيا         | 1–4   | السعودية                                                                | شاه عالم, ماليزيا     |
| 20:45 ت ع م+08:00        | * شفيق رحيم 70' | تقرير | * يوسف السالم 7' - يحيى الشهري 30' - نايف هزازي 89' - حمدان الحمدان 90' | الملعب: ملعب شاه عالم |

| كأس أو إس إن 2013 5 سبتمبر 2013 | السعودية | 0–1   | نيوزيلندا       | الرياض, السعودية                                                                                         |
| 21:45 ت ع م+03:00               |          | تقرير | * كريس كيلن 78' | الملعب: ملعب الملك فهد الدولي الحضور: 2,340 الحكم: Abdulameer Abdulshaheed (الاتحاد البحريني لكرة القدم) |

| كأس أو إس إن 2013 9 سبتمبر 2013 | السعودية         | 1–3   | ترينيداد وتوباغو                       | الرياض, السعودية                                                                                 |
| 18:00 ت ع م+03:00               | * نايف هزازي 47' | تقرير | * كينواين جونز 4'، 5' - أندري بوكو 85' | الملعب: ملعب الملك فهد الدولي الحضور: 350 الحكم: Jameel Abdulhusin (الاتحاد البحريني لكرة القدم) |